# Aline Kominsky-Crumb
Aline Kominsky-Crumb, nata Aline Goldsmith (Long Beach, 1º agosto 1948 – Sauve, 29 novembre 2022), è stata una fumettista statunitense.

## Biografia
Nel 1970 partecipò alla creazione della rivista fumetto underground Wimmen's Comix con le femministe Lee Marrs e Trina Robbins. Nel 1976, insieme a Diane Noomin, creò il fumetto underground Twisted Sisters. Sposata con Robert Crumb, ebbe una figlia di nome Sophie. Aline Kominsky-Crumb fu la direttrice editoriale della rivista Weirdo.

## Stile
Lo stile di Aline Kominsky-Crumb presenta una linea vivace e totale disinteresse per i dettagli. Ciò non elimina l'attenta osservazione della realtà che trascrive nei fumetti per lo più autobiografici.

## Pubblicazioni
- Love That Bunch
- The Complete Dirty Laundry Comics (in collaborazione con Robert e Sophie Crumb)
- Need More Love: A Graphic Memoir

### Co-partecipazione
- Drawing Power: Women's stories of sexual violence, harassment and survival[5]. Tradotto in francese da Samuel Todd, Massot Éditions, 2020, ISBN 978-2380352283

## Riconoscimenti
- Eisner Award per la migliore antologia (2020)[6]